# Mads B.B. Krog
|  | Sammenskrivningsforslag Artiklen Cato Azul er foreslået føjet ind i Mads B.B. Krog. (Siden februar 2021) Diskutér forslaget |

Mads Bjørk Bune Krog (født 9. juni 1976) er en komponist, producer og iværksætter fra Danmark.
Mads har siden 2002 drevet musikproduktions- og reklamevirksomheden Creative Cph. i København.
Siden 1998 har han stået bag en lang række danske og internationale musikudgivelser. Heriblandt albums med artisterne Chris Minh Doky, Ayoe Angelica, Sonja Richter, Peter Rosendal og Jesper Nohrstedt samt danske og internationale single udgivelser med kunstnere såsom Morten Hampenberg, RBD, Terri Kwan og Faithless. 
Mads B. B. Krog har herudover udgivet musik under pseudonym og/eller i grupperne Plateaux Techniques, (electronica) (2006-2008), Cato Azul (house music) (2004-2006), Aloé (house music) (2000-2002), XPY (dance music) (2001), Crispy (eurodance) (1998-2000).

## Plateaux Techniques
Den 29 maj 2007 udgiver Mads B. B. Krog sit første reelle solo album Plateaux Techniques under kunstnernavnet Plateaux Techniques.
På albummet gæster en lang række danske kunstnere bl.a. trompetisten Palle Mikkelborg, bassisten Chris Minh Doky, pianisten Peter Rosendal og rapperen Wafande. Anmelder på Politiken, Kim Skotte giver albummet 5 hjerter og beskriver Plateaux Techniques som "… musik, der kæmper for at undslippe enhver kendt genrebetegnelse – og lykkes! Technoklubjazz er måske tættest på?"

## Sangskrivning
I 2007 blev sangen "Fui la Niña", som Mads har komponeret sammen med Mika Sun Black, udgivet af det mexicanske popband RBD på deres femte studiealbum Empezar Desde Cero. Albummet gik nummer 1 i 7 lande, solgte 4x platin i Mexico og lå nummer 1 på den amerikanske U.S. Billboard Top Latin Albums. I 2011 skrev Mads sammen med Engelina og Morten Hampenberg nummeret I Want You (To Want Me Back), som blev sunget af Stine Bramsen fra Alphabeat og udgivet af Morten Hampenberg og Alexander Brown under titlen: Morten Hampenberg & Alexander Brown - I Want You (feat. Stine Bramsen). Singlen opnåede platin status i Danmark både som download og som streaming. I 2012 var Mads B.B. Krog sammen med Morten Hampenberg og Engelina, med til at lave sangen Take Our Hearts til Dansk Melodi Grand Prix. Nummeret blev opført af sangeren Jesper Nohrstedt og blev nummer 2. Efterfølgende opnåede singlen Take Our Heart en guldplade. I 2012 komponerede Mads B.B. Krog sammen med Morten Hampenberg og Jesper Nohrstedt sangen Glorious. Nummeret blev udgivet under titlen: Morten Hampenberg - Glorious (feat. Jesper Nohrstedt) og i februar 2013 modtog en singlen en guldplade for over 900.000 stremings.